# فريسكو (تكساس)
فريسكو (بالإنجليزية: Frisco, Texas)‏ هي مدينة تقع في مقاطعة كولين, مقاطعة دينتون بولاية تكساس في شمال شرق الولايات المتحدة. تبلغ مساحة هذه المدينة 161.6 (كم²)، وترتفع عن سطح البحر 236 م، بلغ عدد سكانها 135920 نسمة في عام 2013 حسب إحصاء مكتب تعداد الولايات المتحدة .

## التاريخ
عندما كان يتم استعمار منطقة دالاس من قبل الرواد الامريكين، العديد من المستوطنين كانو يسافرون في مجموعات من العربات، والكثير منهم كانو يسلكون طريق شاووني.

## أعلام
- مارك وايتهيد
- جاكسون أندرسون
- كاليب جونز
- ريد باترسون

## وصلات خارجية
- www.friscotexas.gov
- The US50 - Cities and Towns in Texas State